# Episodi di Settimo cielo (ottava stagione)
L'ottava stagione della serie televisiva Settimo cielo (7th Heaven), composta da 23 episodi, è stata trasmessa per la prima volta negli Stati Uniti dal 15 settembre 2003 al 14 maggio 2004 sulla rete The WB. In Italia è stata trasmessa in prima visione su Italia 1 dal 12 giugno al 2 luglio 2004.
| nº | Titolo originale                             | Titolo italiano                   | Prima TV USA      | Prima TV Italia |
| -- | -------------------------------------------- | --------------------------------- | ----------------- | --------------- |
| 1  | Long Bad Summer: Part 1                      | La lunga estate                   | 15 settembre 2003 | 12 giugno 2004  |
| 2  | An Early Fall: Part 2                        | Una cena affollata                | 22 settembre 2003 | 12 giugno 2004  |
| 3  | PK                                           | Le incognite del futuro           | 29 settembre 2003 | 14 giugno 2004  |
| 4  | I Wasn't Expecting That!                     | Un fulmine a ciel sereno          | 6 ottobre 2003    | 15 giugno 2004  |
| 5  | The Kid Is Out of the Picture                | La mia vita                       | 13 ottobre 2003   | 16 giugno 2004  |
| 6  | Charity Begins At Home                       | I buoni propositi                 | 20 ottobre 2003   | 17 giugno 2004  |
| 7  | Getting To Know You                          | L'equivoco                        | 3 novembre 2003   | 18 giugno 2004  |
| 8  | Baggage                                      | Coppie in crisi                   | 10 novembre 2003  | 19 giugno 2004  |
| 9  | Go Ask Alice                                 | La verità di Alice                | 17 novembre 2003  | 19 giugno 2004  |
| 10 | The One Thing                                | Una decisione difficile           | 24 novembre 2003  | 21 giugno 2004  |
| 11 | When Bad Conversations Happen to Good People | Cattive conversazioni             | 5 gennaio 2004    | 22 giugno 2004  |
| 12 | The Prodigal Father                          | Il ritorno a casa                 | 12 gennaio 2004   | 22 giugno 2004  |
| 13 | Major League                                 | Inseguire un sogno                | 19 gennaio 2004   | 22 giugno 2004  |
| 14 | Healing Old Wounds                           | La guerra e la pace               | 26 gennaio 2004   | 23 giugno 2004  |
| 15 | Don't Speak Ill of the Living or the Dead    | Parlar troppo                     | 9 febbraio 2004   | 24 giugno 2004  |
| 16 | The Anniversary                              | Un anniversario molto particolare | 16 febbraio 2004  | 25 giugno 2004  |
| 17 | Two Weddings, An Engagement And A Funeral    | Fiori d'arancio                   | 23 febbraio 2004  | 26 giugno 2004  |
| 18 | Angel                                        | L'angelo                          | 1º marzo 2004     | 26 giugno 2004  |
| 19 | There's No Place Like It                     | La mia casa                       | 19 aprile 2004    | 28 giugno 2004  |
| 20 | High and Dry                                 | Una birra di troppo               | 26 aprile 2004    | 29 giugno 2004  |
| 21 | Lost and Found                               | I bambini perduti                 | 3 maggio 2004     | 30 giugno 2004  |
| 22 | Little White Lies: Part 1                    | Piccole bugie: Parte 1            | 10 maggio 2004    | 1º luglio 2004  |
| 23 | Little White Lies: Part 2                    | Piccole bugie: Parte 2            | 17 maggio 2004    | 2 luglio 2004   |

## La lunga estate
- Titolo originale: Long Bad Summer: Part 1
- Diretto da: Joel J. Feigenbaum
- Scritto da: Brenda Hampton

### Trama
I Camden stanno trascorrendo gli ultimi giorni dell'estate nella casa sulla spiaggia. All'inizio dell'estate, Simon aveva ucciso Paul Smith in un incidente d'auto. Così il ragazzo trascorre un'estate davvero difficile pensando (giustamente) che se fosse stato più attento non sarebbe successo nulla. La famiglia sembra comportarsi come se fosse un solito piccolo problema della famiglia Camden, cercano di aiutarlo, preoccupandosi che non si diverte e non frequenta la fidanzata (!) ma Simon sembra non voler parlare con nessuno. Eric ed Annie provano a convincere Simon a tornare a scuola, la quale ricomincerebbe una settimana dopo. Eric cerca di parlare con i genitori di Paul per convincerli ad accettare la somma offerta loro dalla compagnia di assicurazioni e non portare così Simon in tribunale. Il fratello di Paul scrive un graffito sull'insegna della chiesa: Thou Shalt Not Kill. Simon si reca a New York, con l'aiuto di Cecilia, per allontanarsi dai problemi che lo affliggono a Glenoak. Lucy e Kevin discutono sulla possibilità di avere un bambino. Peter passa sempre più tempo con Ruthie e la famiglia Camden. Ruthie scopre che Mary e Carlos sono sposati.
- Guest star: Christopher Michael (Detective Michaels), Carlos Ponce (Carlos Rivera), Katie Mitchell (Anne Smith), Mark Moses (Don Smith), Marcia Wallace (Infermiera)

## Una cena affollata
- Titolo originale: An Early Fall: Part 2
- Diretto da: Joel J. Feigenbaum
- Scritto da: Brenda Hampton

### Trama
Mary fa una sorpresa ai Camden tornando a casa per rivelare un'inaspettata notizia a Eric ed Annie. Simon dice a Cecilia di aver bisogno dei propri spazi. Lucy e Kevin si adeguano alla vita da sposati. Chandler rompe con Roxanne dopo che ha capito che la ragazza non vuole diventare la moglie di un pastore, ma la ragazza chiede aiuto a Kevin per capire come comportarsi con Chandler. I Camden scoprono che Mary è incinta. Eric pensa ad un possibile futuro imminente all'università per Simon mentre Annie prepara un'affollata cena...
- Guest star: Carlos Ponce (Carlos Rivera), Jessica Biel (Mary Camden-Rivera)

## Le incognite del futuro
- Titolo originale: PK (a.k.a.Preacher's Kid)
- Diretto da: Harry Harris
- Scritto da: Brenda Hampton

### Trama
Con Annie fuori città, Eric è lasciato da solo ad accompagnare Simon a visitare il consulente per discutere del suo prematuro diploma. Durante l'incontro, Simon si confida con il supervisore, Maynard, e scopre che anche lui è figlio di un pastore. Lucy scopre Chandler a baciare un'attraente ragazza bionda in chiesa e rimprovera il reverendo associato per come sta trattando Roxanne. Il capo di Kevin, il detective Michaels, impone al ragazzo di far da baby-sitter alla sua nipotina di sei anni. Peter ha uno scontro con dei bulli della scuola che infastidiscono Ruthie a causa dell'incidente di Simon nel quale Paul è morto. Cecilia accetta di fare da baby sitter ai gemelli per avere finalmente un confronto a quattr'occhi con Simon. 
- Guest star: Alan Fudge (Lou Dalton), Christopher Michael (Detective Michaels), Joey Gray (Justin), Mellissa Cunningham (Michelle), Steffon Ray (Hippo), Bradley James (Cop), Dana Davrey (Ragazza di Chandler), Jamia Simone Nash (Haley Michaels), Anthony Defrancesco (Clerk), Britany Lapham (Linda), Richard Alan Brown (Adolescente), Cirroc Lofton (Maynard)

## Un fulmine a ciel sereno
- Titolo originale: I Wasn't Expecting That!
- Diretto da: David Jones
- Scritto da: Paul Perlove

### Trama
Quando un misterioso ragazzo, Martin, vaga per casa Camden e passa la giornata con la famiglia, tutti pensano che sia un amico di Simon. Il Rabbino Glass confida ad Eric di aver visto la moglie baciare un altro uomo. Kevin sente che la sua mascolinità è diminuita dopo che è stato attaccato e ferito da una donna durante una chiamata per disturbi domestici. Il suo comportamento verso Lucy cambia drasticamente perché è preoccupata che il marito non sia più attratto da lei come prima. Simon è interessato al fatto che sembra che non importi a nessuno il fatto che mancano solo un paio di giorni alla sua partenza. Ruthie e Peter battibeccano per un progetto scolastico.
- Guest star: Richard Lewis (Rabbino Richard Glass), Laraine Newman (Rosina Glass)

## La mia vita
- Titolo originale: The Kid Is Out of the Picture aka Simon's Home Video
- Diretto da: Elaine Arata
- Scritto da: Chris Olsen & Jeff Olsen

### Trama
Nel video prodotto per la sua ammissione al college, Simon racconta le esperienze dei membri della famiglia Camden comprese le loro relazioni, i loro amici e gli errori che hanno commesso negli anni a Glenoak, compreso quello di Simon di non essere stato abbastanza attento la sera in cui ha avuto l'incidente d'auto che ha causato la morte di Paul Smith.
- Guest star: Deborah Raffin (Julie Camden-Hastings), Robert Evans (se stesso)

## I buoni propositi
- Titolo originale: Charity Begins at Home
- Diretto da: Karen Arthur
- Scritto da: Sue Tenney

### Trama
Durante il suo sermone domenicale, Eric propone di sostituire il contributo finanziario con l'impegno di ognuno di aiutare qualunque persona abbia bisogno di aiuto. Kevin suggerisce che sia lui sia Lucy lavorino insieme in un programma di sicurezza per i vicini, ma la ragazza sente il bisogno di lavorare con l'associazione Habitat for Humanity che si occupa della salvaguardia dell'ambiente. Eric chiama Carlos e gli chiede di prendere un volo da solo per cenare con la famiglia Camden. La richiesta del reverendo però rende Carlos nervoso che ha paura di aver fatto qualcosa di sbagliato nei confronti della famiglia della moglie. Ruthie decide di fare amicizia con una nuova ragazza della sua scuola, Jill, per poter così adempire al progetto dei buoni propositi, ma la ragazza non sembra ben disposta. Ruthie ben presto scopre che in realtà Jill ha un segreto. Peter, non riuscendo a convincere Ruthie a fare il progetto dei buoni propositi insieme, decide di prendere come persona da aiutare, proprio Ruthie. Chandler e Roxanne si rivedono a casa della ragazza e sembra che tra loro sia di nuovo scoccata la scintilla. Annie comincia a sentirsi gelosa di tutto il tempo che i gemelli passano con Cecilia. 
- Guest star: Carlos Ponce (Carlos Rivera), Christopher Michael (Detective Michaels) , Randa Sabbah (Jill Dupree), David Rountree (Agente Gate), Brody Hutzler (Paul), Hayley Chase (Lauren), Kamal Marayati (signor Moe Dupree).

## L'equivoco
- Titolo originale: Getting to Know You
- Diretto da: Sue Tenney
- Scritto da: Harry Harris

### Trama
Eric ed Annie organizzano una festa di benvenuto del vicinato per l'amica di Ruthie, Jill, e i suoi genitori. I Duprees però non vogliono esporsi nuovamente alle chiacchiere della gente e decidono di non andarci. Eric è sorpreso e deluso quando scopre che il vicinato non è amichevole con i musulmani. La casa di Cecilia viene derubata durante la serata organizzata da Kevin per tutto il vicinato per la sicurezza domiciliare. Roxanne, per il progetto dei buoni propositi, deve assistere un sedicenne che in passato ha causato non pochi problemi. Quando il ragazzo le regala gli orecchini che sono stati rubati a Cecilia, Roxanne capisce che egli sa chi sono i colpevoli del furto avvenuto la notte prima. Chandler si sente attratto dalla madre di Peter. 
- Guest star: Shannon Kenny (Paris Petrowski), Brad Maule (George Smith), Christopher Michael (Detective Michaels), Eileen Brennan (signora Gladys Bink) , Randa Sabbah (Jill Dupree), Kamal Marayati (signor Moe Dupree), Yareli Arizmendi (signora Nadia Dupree), A.J. Trauth (Jordan James), Doug Sinclair (agente di polizia), Al Ruscio (Fred "Freddy" Fleming), Michael Dempsey (Fruttivendolo), Tom McTigue (Fiorista), Christopher Holloway (Vicino di casa Camden)

## Coppie in crisi
- Titolo originale: Baggage
- Diretto da: Harvey Laidman
- Scritto da: Sue Tenney

### Trama
Eric organizza per Peter e il suo cane un incontro con il centro di riabilitazione di Glenoak. Peter fa così la conoscenza di Nich e cerca di aiutarlo a ricongiungersi col figlio. Lucy scopre che Kevin, in segreto, sta facendo l'allenatore della squadra di softball moglie-mariti del dipartimento di polizia di Glenoak e decide così di voler giocare nella squadra causando però problemi al marito. Chandler riceve una lettera da Roxanne in cui la ragazza gli rivela il sentimento che ancora prova con lui. Per chiudere definitivamente la storia, Chandler decide di chiarire tutto la sera stessa dovendo però così rimandare il primo vero appuntamento con Paris, la madre di Peter. Martin si confronta con Cecilia riguardo alla loro storia e ai sentimenti della ragazza con Simon chiedendole di rivelare alla famiglia Camden che loro due escono insieme. Annie accetta di buon grado la storia tra Cecilia e Martin nonostante questo le faccia ricordare maggiormente che Simon è ormai lontano. Annie ha anche modo di chiarirsi con Ruthie che si sente trascurata dalla madre che passa sempre molto tempo con Cecilia.
- Guest star: Shannon Kenny (Paris Petrowski) , Todd Sandler (Consulente), Tim Griffin (Chris), Nick Cornish (Alfred), Joe Penny (Nick)

## La verità di Alice
- Titolo originale:  Go Ask Alice
- Diretto da: Joel J. Feigenbaum
- Scritto da: Brenda Hampton & Shawn Kostanian

### Trama
Il consiglio scolastico chiede ad Eric di scoprire di più sul conto della signora Jone, preside della scuola superiore di Glenoak poiché sembra che la donna non voglia concedere alcun permesso ai ragazzi. Quando una giovane studentessa scompare, tutti pensano che sia stata rapita dalla signora Jones, ma Eric crede che il padre della studentessa possa essere il vero colpevole. A scuola intanto girano pettegolezzi riguardo Martin che giungono alle orecchie di Cecilia. La ragazza riuscirà a non credere alle voci degli studenti grazie all'aiuto di Ruthie che le farà mettere al primo posto i propri sentimenti e il proprio cuore.
- Guest star: Christopher Michael (Detective Michaels) , Meredith Baxter Birney (Signora Jones), Timothy Davis-Reed (Padre di uno studente), Madeline Zima (Alice Miller), Lee Garlington (La donna del barbiere), Corbin Allred (Griffith Miller), Christopher Allport (Signor Miller), Kathleen Lloyd (Signora Miller), Debbie McLeod (Madre della studentessa ipoglicemica), Stephanie Nash (Madre dell'amica della ragazza ipoglicemica), Michael Holden (Padre del ragazzo con problemi di parlato), Kimberly Scott (Greta), Brighton Ring (Raina), Dean J. West (Studente), Elena Praskin (Studentessa)

## Una decisione difficile
- Titolo originale: The One Thing
- Diretto da: Fred Einesman
- Scritto da: Fred Einesman

### Trama
Matt e Sarah cominciano il tirocinio alla facoltà di medicina ma sin dall'inizio tutto comincia male poiché arrivano in ritardo facendo così arrabbiare il Dr. Norton. La relazione tra Matt e Sarah è messa a dura prova quando il ragazzo dimostra molto velocemente una certa attitudine al lavoro. La ragazza lo accusa di voler dimostrare di essere migliore degli altri studenti, soprattutto di lei. La giornata di Matt finisce tragicamente lasciandolo a domandarsi cosa fare del suo futuro.
- Guest star: Sarah Danielle Madison (Sarah Camden), Debi Mazar (Infermiera Kelly), Dennis Boutsikaris (Dr. Norton), Miranda Kwok (Julie Liu), Maria Ford (Pamela), Chad Rittenberg (Chad), Joshua Biton (Napoleone), Jeremy Glazer (Howard Goodman), Stacey Travis (Dr. Lisa Sterling), Kim Robillard (signor Simon), Kate Williamson (Marie Martin), Roshawn Franklin (Sinatra), Charles Janasz (Harry Hartman), Marcus Folmar (signor Adams), Valerie Young (Paramedico numero 1), P.J. Marino (Paramedico numero 2), Jackie Debatin (Ruby), Jack Donner (signor McNeil).

## Cattive conversazioni
- Titolo originale: When Bad Conversations Happen to Good People
- Diretto da: Harry Harris
- Scritto da: Brenda Hampton

### Trama
Matt torna a casa per dire ad Eric ed Annie che Sarah lo ha lasciato e che lui ha deciso di lasciare la facoltà di medicina. Il rabbino Glass offre a Matt dei consigli per salvare il suo matrimonio. Nel frattempo, Kevin deve decidere se dire o no ad una Lucy gelosa che la sua ex-moglie è in città e vuole andare a cena con lui e la moglie. La zia di Martin chiede ad Eric di dire a Martin che il ragazzo si deve trasferire a New York con lei e Chandler chiede a Peter cosa ne penserebbe se un giorno lui sposasse Paris. Ruthie rompe la biscottiera di Annie, ma non lo rivela alla madre.
- Guest star: Richard Lewis (rabbino Richard Glass), Christopher Michael (detective Michaels) , Keri Lynn Pratt (Betsy Brewer), Mindy Stearns (Mindy), James Martinez (Cop), Mindy Stearns (Mindy Kinkirk)

## Il ritorno a casa
- Titolo originale:  The Prodigal Father
- Diretto da: Harvey Laidman
- Scritto da: Brenda Hampton

### Trama
Peter apprende che suo padre, un ex-alcolizzato che ha abbandonato la famiglia tre anni prima, ha cambiato strade e vuole rientrare a far parte della vita del ragazzo. All'arrivo della notizia, Chandler deve decidere come questo ricadrà sulla relazione con Paris e Peter. Ruthie sente che Peter si sta allontanando da lei e il Reverendo Camden trova un modo per far conoscere Vic a tutta la comunità e alla sua famiglia.
- Guest star: Shannon Kenny (Paris Petrowski), Bryan Callen (George "Vic" Vickery) , Eugene Roche (signor Thomas), Nick Daley (Richard), Patrick Cooper (John), Diana Elizabeth Jordan (Belma), Kellie MCkuen (Brenda), Pam Rawuka (Pat)

## Inseguire un sogno
- Titolo originale: Major League
- Diretto da: Joel J. Feigenbaum
- Scritto da: Sue Tenney

### Trama
Eric sente il dovere di intervenire quando Martin, che si è appena trasferito in casa Camden, viene reclutato dai Miami Gator, una squadra professionale di baseball, e considera l'idea di lasciare quindi la scuola. Ruthie chiede l'aiuto di Lucy per convincere Annie a lasciarla andare ad una festa per coppie con Peter. La madre di Chandler arriva a Glenoak a richiedere i suoi soldi a Chandler dopo che egli è stato nominato esecutore del patrimonio di suo padre. Tra Lucy ed Annie si crea una profonda ferita che porta Lucy alla convinzione di lasciare per sempre casa Camden. Cecilia insegna a Sam e David ad andare in bicicletta senza rotelle.
- Guest star: Kevin Dunn (Coach Terry Hardwick), Beau Wirick (Amico di Martin), Concetta Tomei (Edie Hampton), Tanner Hoechlin (Amico di Martin), Kyle Searles (Mac, amico di Martin), Kevin R. Kelly (Lee Olsen)

## La guerra e la pace
- Titolo originale:  Healing Old Wounds
- Diretto da: Harry Harris
- Scritto da: Brenda Hampton

### Trama
Il padre di Martin, Bill Brewer, torna a casa per pochi giorni per persuadere il figlio a non abbandonare l'idea del college per giocare a baseball. Il loro discorso tarda a venire creando nervosismo in Martin che si arrabbia quando vede il padre baciare Roxanne. Nel frattempo l'ex-marito di Paris, Vic, ora rientrato nella vita di Peter, cerca di convincere la ex-moglie a rivalutare la loro soluzione. Roxanne e Betsy hanno una discussione riguardo all'utilità della guerra in Iraq e i danni che causa.
- Guest star: Shannon Kenny (Paris Petrowski), Bryan Callen (George "Vic" Vickery), Costas Mandylor (Bill Brewer), Keri Lynn Pratt (Betsy Brewer)

## Parlar troppo
- Titolo originale: Don't Speak Ill of the Living or the Dead aka Don't Speak Ill of the Dead or the Living
- Diretto da: Joel J. Feigenbaum
- Scritto da: Brenda Hampton

### Trama
La sorellastra di Annie vuole discutere con lei delle questioni importanti riguardanti il padre delle donne, Charles. Eric prova a capire perché Annie non vuole parlare con Lily quando la donna le telefona. Intanto Cecilia è alla ricerca di una ragazza per Mac, un amico di Martin. Pam sarebbe disponibile ma Mac non vuole uscire con lei per via di un episodio accaduto in prima elementare. Ruthie e Peter devono fare una ricerca scolastica riguardo due presidenti americani. Roxanne chiede aiuto a Chandler per un dilemma morale che riguarda il Detective Michaels e del quale non vuole parlarne con Kevin.
- Guest star: Christopher Michael (Capitano Michaels), Kyle Searles (Mac), Brad Maule (George Smith) , Ashlee Gillespie (Pam), Christine Estabrook (Insegnante di Ruthie), Michelle Phillips (Lily Jackson)

## Un anniversario molto particolare
- Titolo originale: The Anniversary
- Diretto da: Deborah Raffin
- Scritto da: Sue Tenney

### Trama
Matt torna a Glenoak per festeggiare con Ruthie in gran segreto i due anni di matrimonio con Sarah. La ragazzina prova a non far capire alla sua famiglia di essere a conoscenza del motivo che ha spinto Matt a tornare a Glenoak. Quando Lucy scopre che il fratello è tornato a casa, lo dice ad Eric ed Annie che diventano pazzi cercando di trovare dei possibili motivi per il ritorno a Glenoak del figlio. Eric e Lucy vanno così dalla famiglia Glass per saperne di più. Martin condivide qualcosa di speciale con Cecilia che riguarda se stesso dopo che per tutto il giorno ha evitato tutti gli amici. Annie durante una telefonata, accidentalmente, dice all'infermiera Kelly che Matt e Sarah sono sposati. Vic invita Paris a passare una serata speciale con lui ma la donna non vuole accettare l'invito perché pensa che l'ex-marito le voglia chiedere di sposarlo.
- Guest star: Shannon Kenny (Paris Petrowski), Bryan Callen (George "Vic" Vickery), Laraine Newman (Rosina Glass), Richard Lewis (rabbino Richard Glass), Kyle Searles (Mac) , Tanya Whitford (Cameriera), Debi Mazar (Infermiera Kelly), Beau Wirick (Ed)

## Fiori d'arancio
- Titolo originale: Two Weddings, An Engagement And A Funeral aka Two Weddings, An Angagement And A Funeral
- Diretto da: Harry Harris
- Scritto da: Sue Tenney

### Trama
La sorellastra di Annie, Lily, si sta per sposare e vorrebbe che fosse il padre, Charles, ad accompagnarla all'altare. Annie però è preoccupata che il matrimonio di Lily possa essere troppo faticoso per Charles. Nel frattempo Fred e la signora Bink frequentano il corso prematrimoniale di Chandler ma la madre di Fred prova a impedire il matrimonio perché pensa che la signora Bink sia interessata solo al denaro dell'uomo. Jimmy e Pat invece si sono conosciuti la sera prima e hanno deciso di sposarsi nonostante il padre di Jimmy non sia d'accordo. 
- Curiosità: Questo episodio è dedicato all'attore Graham Jarvis (1930 - 2003) che interpretava il padre di Annie, Charles. Durante questo episodio Annie viene a sapere della morte del padre, inserita nella sceneggiatura dopo la scomparsa dell'attore.
- Guest star: Beverly Garland (Ginger Jackson), Eileen Brennan (signora Gladys Bink) , Michelle Phillips (Lilly Jackson), Nick Daley (Richard), Kellie MCkuen (Brenda), Diana Elizabeth Jordan (Belma), Patrick Cooper (John), Romy Rosemont (Sally), Bill Jacobson (Ernie), Pat Van Patten (Susan Rodgers), Dick Van Patten (James Rodgers), Al Ruscio (Fred "Freddy" Fleming), Carol Arthur (Gertrude Fleming), Glen Poehlman (Jimmy), Pam Rawuka (Pat)

## L'angelo
- Titolo originale: Angel
- Diretto da: Peter Medak
- Scritto da: Brenda Hampton

### Trama
I Camden, specialmente Lucy e Ruthie, sono sconcertati dal comportamento allegro di Annie che non corrisponde con quello che dovrebbe mostrare avendo da poco perso il padre Charles. L'allegria di Annie contagia tutta la famiglia ma anche l'intera città. Nel frattempo Eric prova a convincere un infelice Chandler ad adottare un bambino e gli organizza così un incontro con l'avvocato (Randy Spelling). Nello stesso tempo Chandler è avvicinato da una misteriosa ragazza che gli dice di recarsi ad un certo indirizzo e poi scompare.
- Guest star: Bryan Callen (George "Vic" Vickery), Shannon Kenny (Paris Petrowski), Brad Maule (George Smith), James Henrie (Jeffrey Turner), Randy Spelling (Alex Mandelbaum), James Keane (Pete), Holly Fulger (signora Smith), Bonita Friedericy (cameriera), Alice Rand (Angela)

## La mia casa
- Titolo originale: There's No Place Like It
- Diretto da: Joel J. Feigenbaum
- Scritto da: Elaine Arata

### Trama
Si prospetta aria di sfida tra Lucy e Kevin e Chandler e il suo quasi figlio adottato Jeffrey quando entrambi vogliono acquistare la stessa casa in fondo alla stessa via di casa Camden. Comunque, il conflitto fa in modo che Eric ed Annie decidano di acquistare finalmente la casa nella quale vivono ormai da molti anni ma che in realtà è sempre appartenuta alla Chiesa. Nel frattempo Ruthie è arrabbiata con Martin perché pensa che il ragazzo andrà ad abitare nell'appartamento sul garage non appena Lucy e Kevin si trasferiranno. Peter sospetta che suo padre possa avere in ballo un "affare".
- Guest star: Bryan Callen (George "Vic" Vickery), James Henrie (Jeffrey Turner), Alan Fudge (Lou Dalton), Deborah Raffin (Julie Hastings), Patrick Cranshaw (signor Suggs), Tammy Caplan (Cameriera)

## Una birra di troppo
- Titolo originale: High and Dry
- Diretto da: Harry Harris
- Scritto da: Jeffrey Rodgers

### Trama
Lucy e Kevin festeggiano il loro primo anniversario di matrimonio e riflettono su quando saranno pronti ad avere una famiglia ma le cose cambiano quando Lucy si rifiuta di bere champagne con il marito durante la cena d'anniversario. Cecilia e Martin capiscono che la loro relazione finirà non appena Cecilia andrà al college. Jeffrey chiede a Chandler di buttare tutti gli alcolici presenti in casa. Peter mente a Ruthie riguardo agli impegni della serata quando la ragazzina gli chiede di aiutarla a fare da baby-sitter ai gemelli. Con questo, Peter viene ritenuto scomparso ma crea delusione quando Eric, Vic e Kevin lo trovano a bere alcool con alcuni amici al parco. Infine, una nuova coppia della città invita Eric ed Annie a cena perché hanno un grandissimo problema... come decorare la loro nuova casa!
- Guest star: Shannon Kenny (Paris Petrowski), Bryan Callen (George "Vic" Vickery), James Henrie (Jeffrey Turner), Vince Grant (signor Johnson), Judith Hoag (signora Johnson), Pat Delaney (Segretaria), Blair Hickey (Amico di Peter), Connor Ross (Luke)

## I bambini perduti
- Titolo originale: Lost and Found
- Diretto da: Harvey Laidman
- Scritto da: Paul Perlove

### Trama
Lucy trova suo marito Kevin e la sua partner di lavoro Roxanne in una posa compromettente durante un appostamento alla gioielleria e come sempre si mostra estremamente gelosa e infantile nel pretendere spiegazioni inutili. La relazione tra Martin e Cecilia si complica quando capiscono di non poter passare molto tempo insieme a causa degli allenamenti di lui e del lavoro di lei. Nel frattempo, Ruthie e Peter, che si perdono durante una gita scolastica, passano il pomeriggio in attesa dell'arrivo del Reverendo Camden con i "Bambini Perduti" Nicodemus e Jacob, che raccontano loro la loro storia strappa lacrime della vita in Sudan durante la guerra e dell'arrivo in America.
- Guest star: Kyle Searles (Mac), Brad Maule (George Smith), James Henrie (Jeffrey Turner), Nicodemus A. Lim (Nicodemus), Jacob Puka (Jacob), Kevin Dunn (Coach Terry Hardwick), Al Pugliese (Detective Logan)

## Piccole bugie: Parte 1
- Titolo originale: Little White Lies: Part 1
- Diretto da: Joel J. Feigenbaum
- Scritto da: Sue Tenney

### Trama
Matt, che ha dei problemi nel suo matrimonio con Sarah, torna a Glenoak per una visita e durante il viaggio in aereo incontra la sua ex fidanzata Heather. Simon, inaspettatamente, annuncia il suo ritorno a casa per l'estate. Inoltre, Lucy è determinata a scoprire perché Roxanne è improvvisamente troppo occupata per uscire con lei; Lucy è convinta che l'amica sta segretamente cercando di diventare detective alle spalle di Kevin. Ruthie ha un segreto verso i suoi genitori riguardo alla visita di una ragazza messicana. Infine, Martin viene a sapere da Mac che tutta la squadra pensa che lui e Cecilia facciano sesso.
- Guest star: Barry Watson (Matt Camden), Kyle Searles (Mac), Carlos Ponce (Carlos Rivera), David Gallagher (Simon Camden), Andrea Ferrell (Heather Cain), Sarah Danielle Madison (Sarah Camden), Christopher Michael (Capitano Michaels), James Henrie (Jeffrey Turner), Ashlee Gillespie (Pam), Nealla Gordon (Kathy), Leighton Meester (Kendall), Samantha Sandoval (Maria), Matthew Kaminsky (Sean), Ellerine Harding (Infermiera), Doug Sinclair (Joe)

## Piccole bugie: Parte 2
- Titolo originale: Little White Lies: Part 2
- Diretto da: Joel J. Feigenbaum
- Scritto da: Sue Tenney

### Trama
In casa Camden permane il caos con Matt che sta cercando di salvare il suo matrimonio e nel frattempo cerca di capire cosa prova per la sua ex fidanzata Heather. Nel frattempo, il ritorno di Simon a Glenoak crea dei conflitti di sentimento per la sua ex ragazza Cecilia, che non capisce cosa prova veramente per Simon e nel frattempo è fidanzata con Martin. Inoltre, Maria, la ragazza messicana che viene ospitata da Ruthie per lo scambio culturale, appare molto interessata al fidanzato di Ruthie, Peter. Infine i neo-nonni Eric ed Annie prendono un volo per New York nonostante Mary non voglia avere la sua famiglia intorno durante il parto.
- Guest star: Carlos Ponce (Carlos Rivera), Kyle Searles (Mac), Barry Watson (Matt Camden), David Gallagher (Simon Camden), Andrea Ferrell (Heather Cain), Sarah Danielle Madison (Sarah Camden), Shannon Kenny (Paris Petrowski), Bryan Callen (George "Vic" Vickery), Brad Maule (George Smith), Leighton Meester (Kendall), James Henrie (Jeffery Turner), Samantha Sandoval (Maria), Ashlee Gillespie (Pam), Kelly Lynn Warren (infermiera), Matthew Kaminsky (Sean), Alyssa, Madison and Rachel Miller (bambini in maternità)